# Knieband
Een knieband is een band in de knie. In de knie zit een aantal banden, ligamenten, die als functie hebben  de verschillende botten waaruit de knie is samengesteld bij elkaar te houden. Zo voorkomen het ligamentum collaterale fibulare en het ligamentum collaterale tibiale dat de benen als O- of genua vara of als X-benen, genua valga, gaan staan.
| kniebanden                 | kniebanden               | kniebanden                           | kniebanden                          |
| Latijnse naam              | Nederlands               | origo                                | insertie                            |
| -------------------------- | ------------------------ | ------------------------------------ | ----------------------------------- |
| cruciatum anterius         | voorste kruisband        | condylus lateralis femoris           | eminentia tibiae                    |
| cruciatum posterius        | achterste kruisband      | condylus medialis femoris            | tibiaplateau                        |
| (MCL) collaterale tibiale  |                          | mediale epicondylus van het dijbeen  | mediale condylus van het scheenbeen |
| (LCL) collaterale fibulare |                          | dijbeen (femur)                      | kuitbeen (fibula)                   |
| patellae                   | knieschijfband           | knieschijf                           | tuberositas tibiae                  |
| laterale anterius          | antero-lateraal ligament | laterale epicondylus van het dijbeen | scheenbeen                          |

De volledige Latijnse namen van de ligamenten zijn de genoemde namen met ligamentum ervoor, bijvoorbeeld ligamentum cruciatum anterius.